# Iglesia de San Nicolás (Demre)

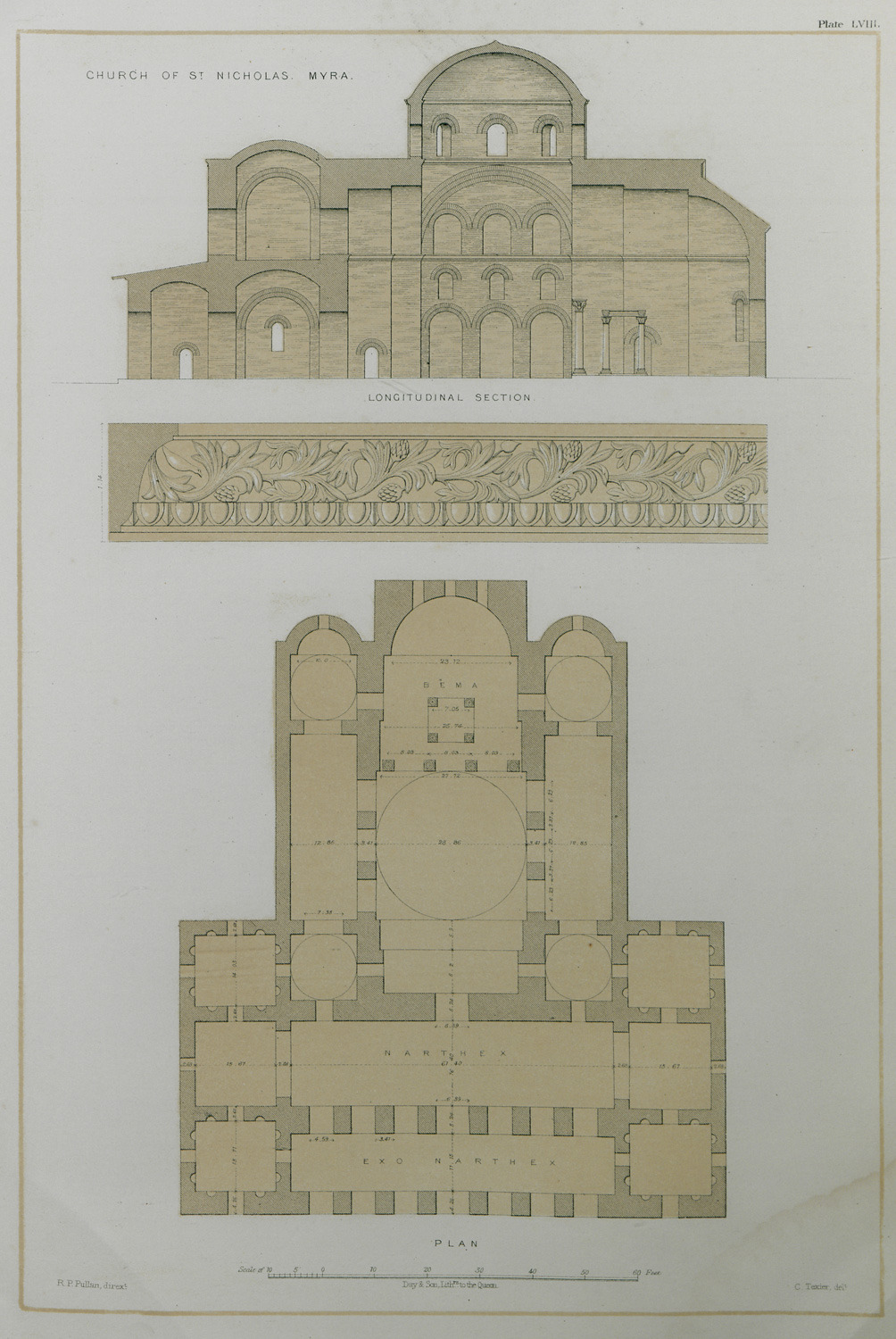
Planos de Texier de 1864.

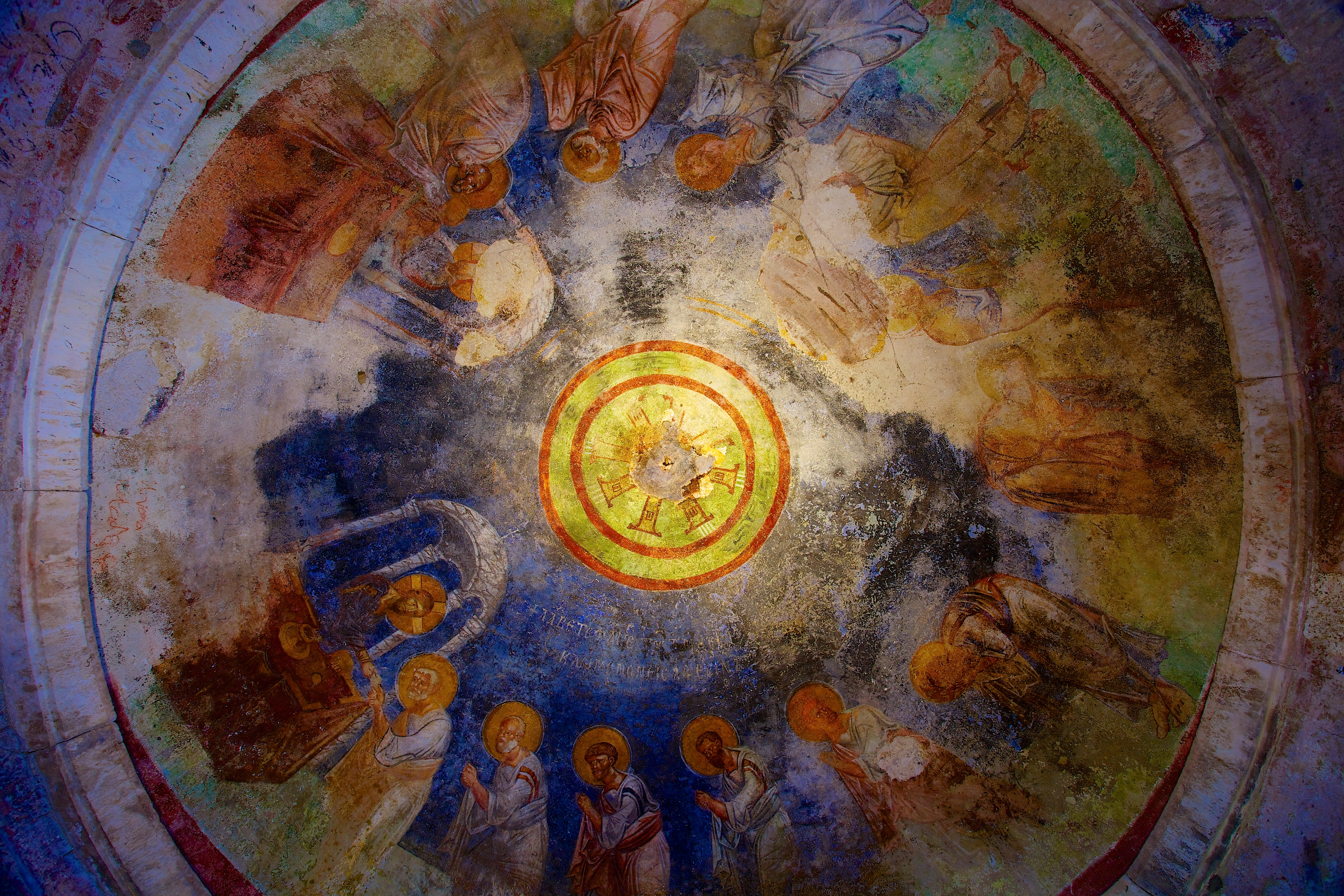
Fresco del techo.

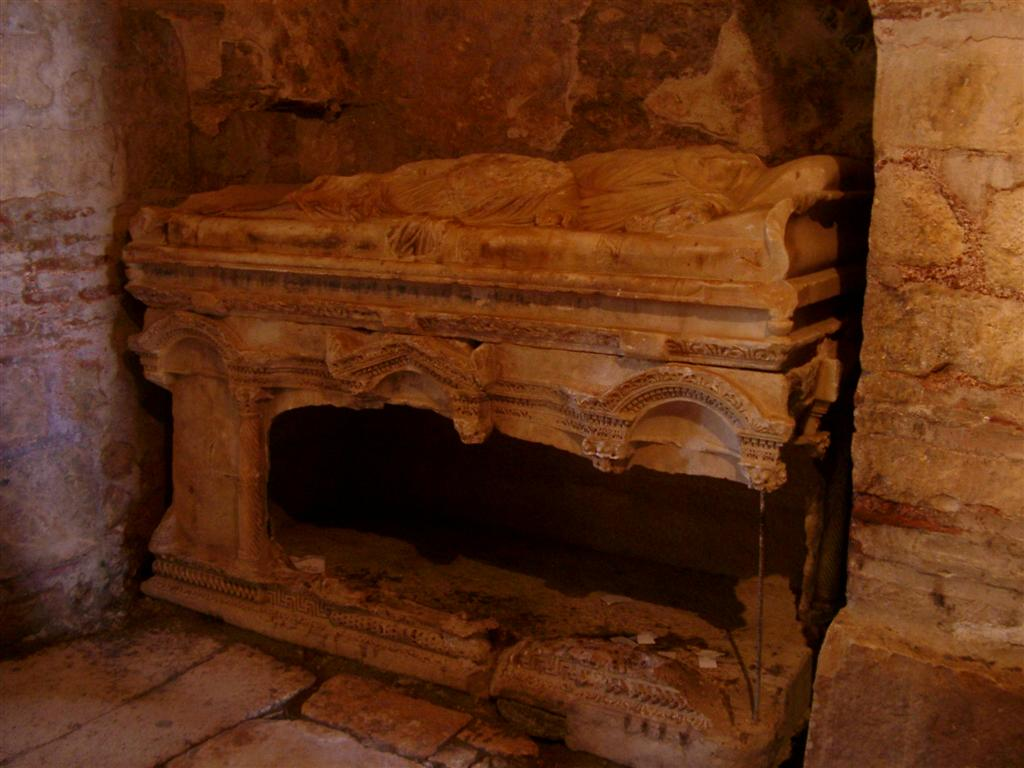
Tumba original de San Nicolás.

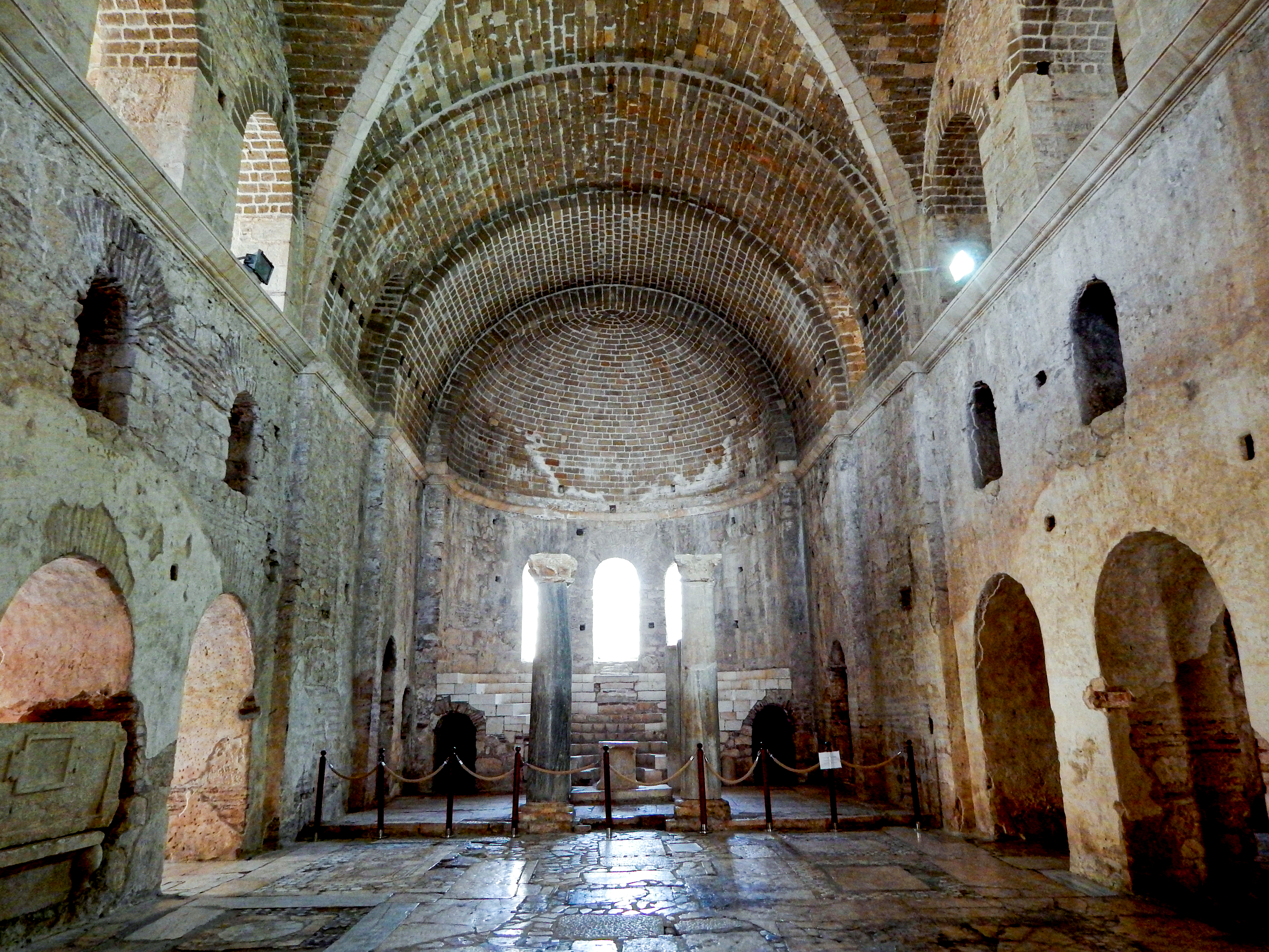
Interior de la iglesia bizantina de San Nicolás.

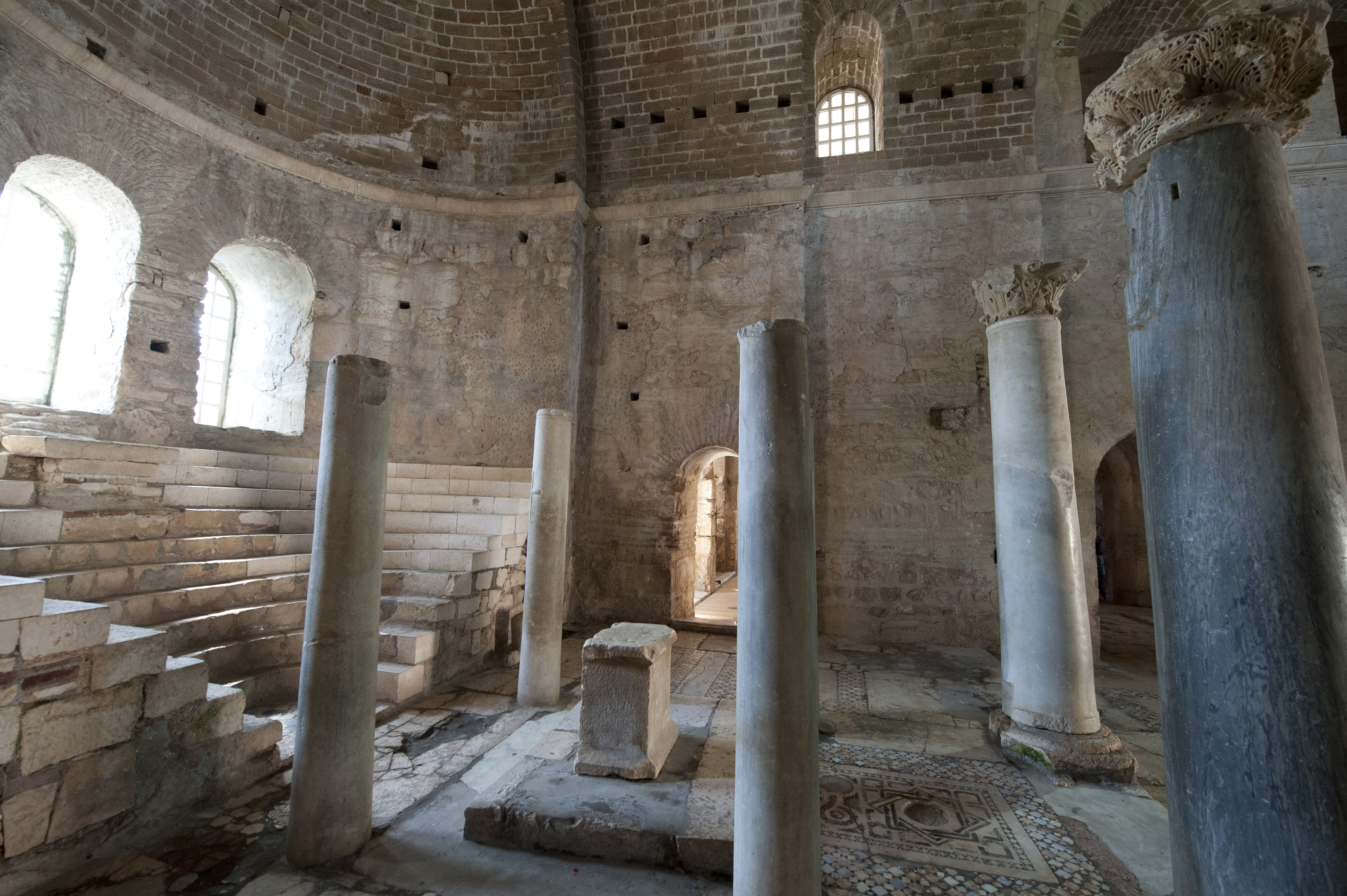
Altar con 4 columnas y el synthronon.

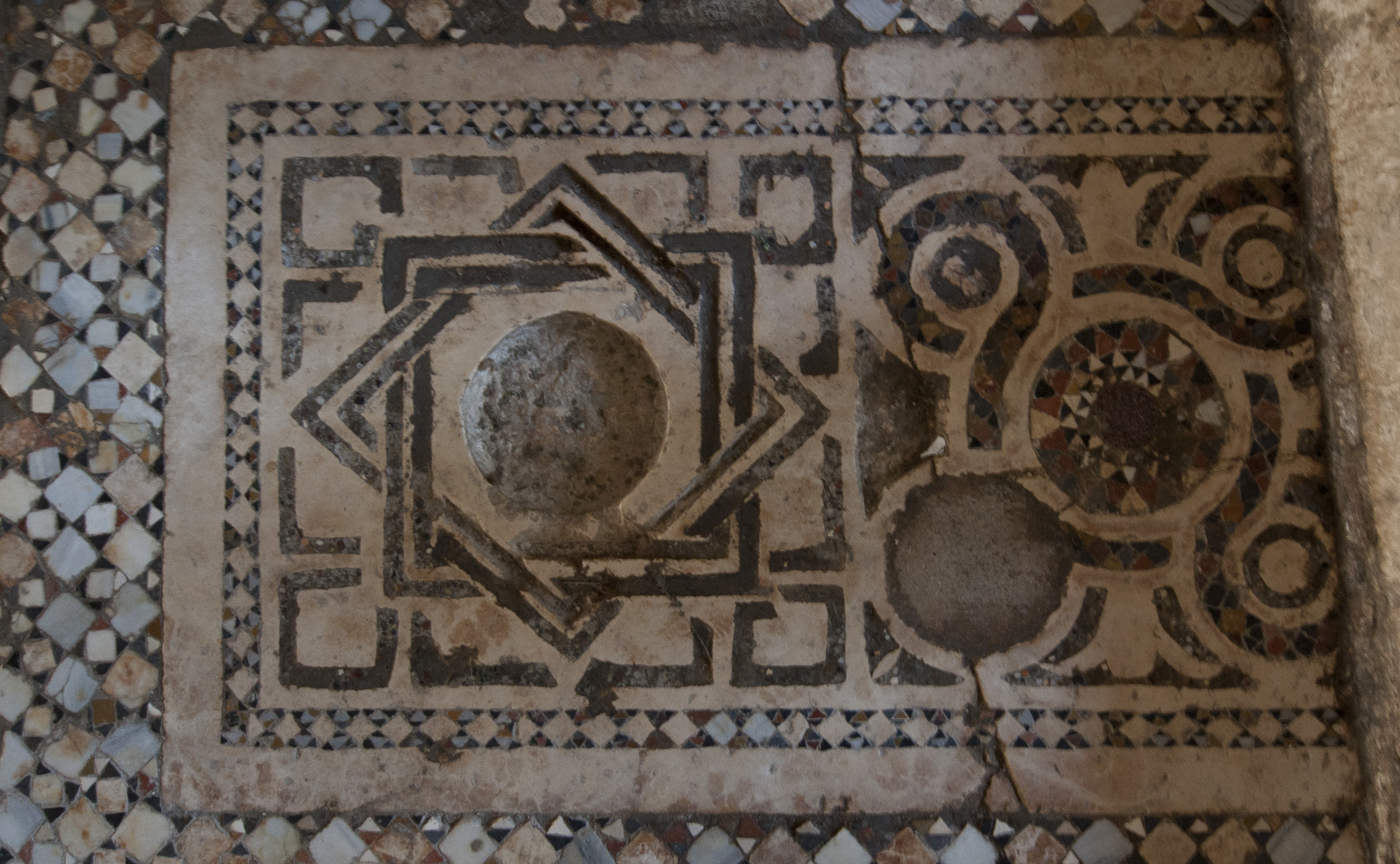
Mosaico pavimental en opus sectile.

La iglesia de San Nicolás (en turco: Noel Baba Kilisesi) es una antigua basílica ortodoxa de arquitectura bizantina de la antigua ciudad de Mira, hoy convertida en museo y situada en la moderna Demre, provincia de Antalya (Turquía). 
Fue construida sobre el lugar de enterramiento de San Nicolás, obispo cristiano de Mira del siglo IV, una importante figura religiosa para los ortodoxos orientales y los católicos romanos, además de la inspiración histórica de Santa Claus o Papá Noel. El edificio remonta su construcción hasta el siglo VI como iglesia estatal del Imperio romano de Oriente por Justiniano el Grande y tuvo culto hasta la huida de la población griega durante la Gran Catástrofe de 1923. La basílica está en la Lista Indicativa del Patrimonio de la Humanidad de la UNESCO para convertirse en Patrimonio de la Humanidad.

## Historia
La iglesia se construyó en el año 520 sobre los cimientos de una primitiva iglesia cristiana, más antigua en la que San Nicolás había ejercido como obispo. Sería Justiniano quien contribuyó a su reconstrucción.
Dañada por las incursiones árabes del siglo VII, fue reconstruida en el siglo VIII. Sería esta estructura la que sobrevive en gran parte en la actualidad. Fue nuevamente atacada por los árabes en 1034 antes de ser restaurada nueve años después por el emperador bizantino Constantino IX, momento en el que se añadió en sus inmediaciones un monasterio amurallado. En 1087, un grupo de comerciantes italianos abrió el sarcófago del santo y robaron las reliquias, llevándoselas a Bari, Italia, donde fueron depositadas en un santuario de la catedral.
Con el tiempo, la iglesia se inundó y se llenó de cieno. Dadas sus malas condiciones, en 1862 fue restaurada por el emperador ruso Nicolás I, que añadió una torre e introdujo otros cambios en su arquitectura bizantina. La iglesia siguió teniendo culto hasta su abandono definitivo por la Iglesia Ortodoxa en 1923, cuando los griegos que quedaban en Demre fueron obligados a marcharse por el intercambio de población entre Grecia y Turquía.
La Iglesia de San Nicolás se considera el tercer edificio bizantino más importante de Anatolia. Destaca por sus notables frescos murales y su importancia arquitectónica y religiosa. La arcada del anexo noreste del edificio contiene antiguos frescos que representan la vida de San Nicolás.

## Arquitectura
El suelo de la iglesia, varios metros por debajo del nivel de la calle, presenta diversos motivos en mosaico y pinturas murales. Tiene tres naves laterales, dos de las cuales conducen a capillas en sus extremos orientales. En la nave, cubierta por bóveda de arista existe un synthronon.
El altar de piedra está rodeado por cuatro columnas rotas, estando el exonártex y el nártex bien conservados.

## Excavaciones arqueológicas
Las excavaciones arqueológicas comenzaron en 1988 bajo la dirección del profesor S. Yıldız Ötüken, de la Universidad de Hacettepe de Ankara.Los trabajos han revelado parte de la sección norte del complejo monástico, así como las pequeñas capillas alrededor de la nave, una de las cuales contiene frescos de vivos colores que relatan la vida y milagros de San Nicolás y un sarcófago profanado que podría ser el lugar de enterramiento original de San Nicolás antes de que sus huesos fueran supuestamente trasladados a la fuerza a la Basílica de San Nicolás de Bari en 1087.
El 13 de octubre de 2022, los arqueólogos anunciaron el descubrimiento de la tumba de San Nicolás. El sarcófago vacío con inscripciones griegas se encuentra en la primera iglesia cubierta por el edificio actual, en un nicho lateral. También se han desenterrado el suelo original que habría pisado el santo y un fresco en una cúpula que representa a Jesús sosteniendo una Biblia.

## Liturgia
La Liturgia ortodoxa se celebra, ocasionalmente, en la iglesia el 6 de diciembre.